# Рутениевые катализаторы
Рутениевые катализаторы — ряд катализаторов на основе рутения, используемых в органическом синтезе для проведения реакций гидрирования. Рутениевые катализаторы отличаются высокой селективностью по отношению к алкенам, низкой изомеризующей активностью, эффективностью в восстановлении карбонильных соединений, низкой склонностью к гидрогенолизу и высокой стереоселективностью при восстановлении циклических соединений.

## Общая характеристика
Каталитические свойства рутения зависят от твёрдой подложки. Широкодоступными являются катализаторы Ru/C и Ru/Al2O3, а также RuO2. Катализаторы на носителях более эффективно расходуют металл, но не всегда обеспечивают максимальный выход целевого продукта. Рутениевые катализаторы зачастую показывают длительный и непостоянный индукционный период. Чтобы его избежать, иногда 1-2 ч перемешивают катализатор в атмосфере водорода (1 атм), не вводя в реакционную смесь субстрат. В качестве растворителей для гидрирования обычно применяют воду, воду в смеси с уксусной кислотой, спирты и диоксан, причём вода сильно повышает активность рутениевых катализаторов.

## Применение

### Гидрирование алкенов и алкинов
По сравнению с родиевыми катализаторами, рутениевые катализаторы менее склонны изомеризовать алкены, особенно при высоком давлении. Монозамещённые алкены гидрируются преимущественно перед ди- и тризамещёнными. Алкины превращаются в соответствующие алканы. Стереохимия такого гидрирования отвечает син-присоединению атомов водорода, т. е. они входят в молекулу с одной стороны плоскости двойной связи.

### Восстановление карбонильных соединений
Рутениевые катализаторы отлично подходят для восстановления алифатических альдегидов и кетонов в мягких условиях. В промышленности их применяют для превращения глюкозы в сорбит.

### Восстановление карбоновых кислот до спиртов
Рутениевые катализаторы позволяют восстанавливать одноосновные и двухосновные карбоновые кислоты в воде до соответствующих спиртов при 150 °С и давлении 500-700 атм. Рениевые катализаторы позволяют делать тоже в более мягких условиях.

### Восстановление ароматических соединений
Рутениевые катализаторы эффективно восстанавливают ароматические соединения, часто оставляя незатронутыми другие функциональные группы. В полизамещённых продуктах наблюдается стереохимия, отвечающая вхождению атомов водорода с одной стороны ароматического цикла. В то же время рутениевые катализаторы дают наибольший процент циклогексеновых продуктов при гидрировании бензола и ксилолов при атмосферном давлении. Особенно на выход этих соединений влияет присутствие воды. Также рутений хорошо показывает себя в избыточном гидрировании нафталина и метилнафталинов, демонстрируя 95 % цис-селективности. Также проводились эксперименты по гидрированию фуллеренов на рутениевом катализаторе в присутствии воды: продукты сохраняли фуллереновый скелет, а их состав варьировался от С60Н2 до С60Н40.

### Восстановление гетероциклических соединений
Рутениевые катализатоы отлично подходят для избыточного гидрирования пирролов, пиридинов и фуранов. Гидрогенолиз цикла обычно минимален. Например, пиридин количественно превращается в пиперидин в присутствии RuO2 при 95 °С и 70-100 атм водорода за полчаса.